# أندي أوبراين
أندرو أوبراين (بالإنجليزية: Andy O'Brien)‏، من مواليد 29 يونيو 1979 في هاروغيت في إنجلترا، لاعب كرة قدم إيرلندي.
بدأ مسيرته الكروية مع نادي برادفورد سيتي الإنجليزي في عام 1994، ولعب معهم حتى عام 2001، وشارك معهم في 132 مباراة وسجل 3 أهداف، وفي عام 2001 انتقل إلى نادي نيوكاسل يونايتد الإنجليزي، ولعب معهم حتى عام 2005، وشارك معهم في 120 مباراة وسجل 6 أهداف، ومنذ عام 2005 وهو يلعب مع نادي بولتون الإنجليزي.
و هو يلعب مع منتخب إيرلندا لكرة القدم منذ عام 2001.

## وصلات خارجية
- أندي أوبراين على موقع الاتحاد الدولي (مؤرشف)  (الإنجليزية)
- أندي أوبراين على موقع الدوري الأمريكي (الإنجليزية)
- أندي أوبراين على موقع قاعدة بيانات كرة القدم.إي يو (الإنجليزية)
- أندي أوبراين على موقع ناشيونال فوتبول تيمز (الإنجليزية)
- أندي أوبراين على موقع Soccerbase.com (لاعب) (الإنجليزية)
- أندي أوبراين على موقع Soccerway.com (الإنجليزية)
- أندي أوبراين على موقع عالم كرة القدم.نت (الإنجليزية)